# Memoriale di Lenin

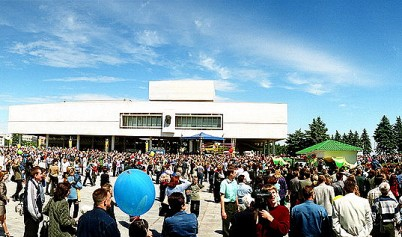
Mamorial Lenin

Il Memoriale di Lenin (Музей-мемориал В.И. Ленина) ad Ul'janovsk (ex Simbirsk) venne costruito per il centenario della nascita dello statista nella sua città natale. Il progetto fu curato dagli architetti M.P. Konstantinov, G.G. Isakovič e V.A. Šul'riсhter sotto il coordinamento di Boris Sergeevič Mezencev. I lavori incominciarono nel 1967 e l'edificio fu inaugurato nel 1970.